# لیگ دسته یک بسکتبال زنان ایران ۱۳۸۰
لیگ دسته یک بسکتبال زنان ایران ۱۳۸۰ چهارمین دوره لیگ دسته یک بسکتبال زنان ایران و بالاترین سطح مسابقات بسکتبال زنان ایران در سال ۱۳۸۰ بود. 
این مسابقات با حضور ۱۰ تیم در ۲ گروه ۵ تیمی از ۲۴ آبان ماه ۱۳۸۰ در سالن بانوان مجموعه ورزشی آزادی تهران آغاز شد. ۱۰ تیم شرکت کننده در این لیگ عبارتند از تیم‌های فولاد مبارکه اصفهان، شرکت نفت، تربیت بدنی شیراز، هما، دانشگاه آزاد اسلامی تهران، حجاب شیراز، تربیت بدنی کرمان، ذوب آهن اصفهان، تربیت بدنی اداره کل دانشگاه آزاد، فجر سپاه تهران و پیکان تهران.
۴ تیم ذوب آهن اصفهان، تربیت بدنی اداره کل دانشگاه آزاد، فجر سپاه تهران و پیکان تهران به مرحله نهایی این مسابقات که در اسفند ۱۳۸۰ برگزار شد رسیدند.